# Moneybrother
Anders Olof Wendin más conocido como Moneybrother, nacido en Norrtälje el 16 de marzo de 1975, es un cantante y músico sueco de rock. Su trayectoria musical comenzó en el grupo de ska-punk Monster en 1994. Tras la disolución de Monster comenzó su proyecto como solista denominado Moneybrother, cuyo primer disco Blood Panic, editado en marzo de 2003 le llevó a ganarse un Grammy como mejor disco de rock y premios como mejor artista masculino del año, debutante del año y micrófono de oro otorgados por "Sveriges Radio P3". Además el disco tuvo buenas ventas en países como Alemania, Países Bajos, Bélgica y Suiza.
Tras un conflicto con la discográfica Burning Heart Records (mediante la cual editaba sus primer discos) creó la discográfica Hacka Skivindustri y bajo ese mismo sello editó su primer disco en sueco Pengabrorsan en 2006.

## Discografía

### Con Monster

#### EP
- Honour Your Friends - 1995
- Looking for a Fight - 1996

#### Discos de estudio
- Rockers Delight - 1997
- Gone, Gone, Gone/A Bash Dem - 1999

#### Recopilatorios
- A Brief History of Monster - 1998

#### Sencillos
- Debbie - 1996
- Girls Just Wanna Have Fun - 1997
- You'll Be Sorry - 1997
- Ain't Getting Nowhere - 1999
- Choose Me Again - 1999

### Como solista

#### EP
- Thunder In My Heart - 2002

#### Discos de estudio
- Blood Panic - 2003
- To Die Alone - 2005
- Pengabrorsan - 2006
- Mount Pleasure - 2007
- Real Control - 2009
- This Is Where Life Is - 2012

#### Recopilatorios
- Rebell 10 år - 2004

#### Sencillos
- Reconsider Me - 2003
- Stormy Weather - 2003
- It's Been Hurting All the Way With You, Joanna - 2003
- They're Building Walls Around Us - 2005
- Blow Him Back Into My Arms - 2005
- My Lil Girl's Straight From Heaven - 2005
- Dom vet ingenting om oss - 2006
- Downtown Train (Tåget som går in till stan) - 2007
- Just Another Summer - 2007
- Guess Who's Gonna Get Some Tonight - 2007
- Down At The R - 2007
- Born Under a Bad Sign - 2009